# Aristote Mboma
Aristote Mboma (Kinshasa, 30 giugno 1994) è un ex calciatore congolese (Repubblica Democratica del Congo), di ruolo attaccante.

## Carriera
Ha giocato nella massima serie finlandese con Honka, Lahti, SJK e IFK Mariehamn.

## Palmarès

### Club

#### Competizioni nazionali
- Supercoppa d'Ungheria: 1

Újpest: 2014